# 甘泉岛遗址
16°30′N 111°31′E / 16.500°N 111.517°E
甘泉岛遗址位于中国海南省三沙市西沙永乐群岛西部的甘泉岛，2006年被列为第六批全国重点文物保护单位。
1974年3月对甘泉岛西北部的唐宋遗址进行了试掘，出土文物38件。1975年3月至4月，发掘出土遗物78件。1996年考古试掘出土和采集文物11件。三次考古调查及发掘共出土和采集文物近130件，大部分为唐宋时期的瓷器，均由广东、福建等地的民窑烧制。甘泉岛遗址反映了古代海上丝绸之路的繁盛，是中国人在西沙群岛上居住生活的见证。